# 張展豪
張展豪（英語：Daniel Chin Ho Cheung，又名，1989年—），筆名文豪、阿豪，男性，出生於英屬香港。攝影師、網媒專欄作家和記者，曾為網絡電台主持。張氏擅長以光與影刻畫事物，同時筆鋒細膩，自號「哲道行者」。

## 簡介

### 早年生活
張展豪早年修畢香港中學課程後，負笈臺灣，先於國立臺灣師範大學僑生先修部就讀，後入讀國立成功大學歷史學系取得文學學士學位。張展豪現職攝影師，經常往返香港和台灣兩地。

### 社會參與
張展豪曾在香港多個網上媒體任職，包括SocREC社會記錄頻道，在網絡電台MyRadio擔任主持人，《坐看雲起時》為其當時主持的節目。又曾在九十後社會紀實擔任編輯與作家，及曾在《熱血時報》任職專欄作家，《海闊天空》乃其專欄。2017年曾於香港網絡廣播電台主持節目「七八九3P」。
2016年10月，與同為攝影師的友人黃家進（凱撒）自資出版其重要著作《年初一紀事》。
網媒九十後社會紀實於2018年5月底至6月中舉辦公開相展——「年初一相展」，張氏當日拍攝之作品亦有參展。2018年5月底，張聯同黃家進（凱撒）在九十後社會紀實策劃下，發表紀錄片《夏日紀事》。

## 作品

### 書籍
| 出版日期 | 書籍名稱       | 作者                   | 出版社         |
| 2016年   | 《年初一紀事》 | 張展豪、黃家進（凱撒） | 九十後社會紀實 |

### 影視（紀錄片）
| 年份   | 作品名稱     | 出品單位       | 備註 |
| 2018年 | 《夏日紀事》 | 九十後社會紀實 | 張展豪、黃家進（凱撒）共同執導及拍攝 首映： 2018年5月27日晚上七時半至晚上十一時於香港九龍旺角西洋菜街228號唐三樓 加場： 2018年6月24日下午四時至下午六時、晚上七時半至晚上十九時半於香港灣仔富德樓9樓獨立媒體辦公室 2018年6月30日晚上七時半至晚上九時於臺北市邵興北街3號B1慕哲咖啡館地下沙龍 2018年7月1日晚上七時半至晚上十一時於臺中市北區育德路131巷6號艸田空間 |

## 展覽
年初一相展：
- 主辦：九十後社會紀實
- 展期：2018年5月27日至6月17日
- 地點：灣仔軒尼詩道365-367號富德樓14樓艺鵠及12至14樓樓梯空間[9]

## 網台節目
| 主持節目   | 網台             | 時間          | 備註                               |
| ---------- | ---------------- | ------------- | ---------------------------------- |
| 坐看雲起時 | MyRadio          | 2016年–2017年 | 以網名文豪與鐵男共同主持           |
| 7893p      | 香港網絡廣播電台 | 2017年        | 以網名大文豪與東、天河明人共同主持 |

## 外部連結
- 張展豪的Instagram帳戶
- 張展豪的flickr相片 （页面存档备份，存于）
- YouTube上的張展豪頻道
- 張展豪的Facebook專頁
- 張展豪的Facebook專頁（攝影作品）